# Mat Bodena
|   | a | b | c | d | e | f | g | h |   |
| 8 | c8 – Czarny król · e8 – Czarna wieża · f8 – Czarny goniec · h8 – Czarna wieża · a7 – Czarny pionek · b7 – Czarny pionek · c7 – Czarny pionek · g7 – Czarny pionek · h7 – Czarny pionek · c6 – Czarny skoczek · d6 – Czarny pionek · f6 – Czarny hetman · f5 – Czarny goniec · c4 – Biały goniec · f4 – Biały pionek · c3 – Biały pionek · e3 – Biały goniec · f3 – Biały hetman · a2 – Biały pionek · b2 – Biały pionek · d2 – Biały skoczek · f2 – Biały pionek · h2 – Biały pionek · a1 – Biała wieża · e1 – Biały król · h1 – Biała wieża | c8 – Czarny król · e8 – Czarna wieża · f8 – Czarny goniec · h8 – Czarna wieża · a7 – Czarny pionek · b7 – Czarny pionek · c7 – Czarny pionek · g7 – Czarny pionek · h7 – Czarny pionek · c6 – Czarny skoczek · d6 – Czarny pionek · f6 – Czarny hetman · f5 – Czarny goniec · c4 – Biały goniec · f4 – Biały pionek · c3 – Biały pionek · e3 – Biały goniec · f3 – Biały hetman · a2 – Biały pionek · b2 – Biały pionek · d2 – Biały skoczek · f2 – Biały pionek · h2 – Biały pionek · a1 – Biała wieża · e1 – Biały król · h1 – Biała wieża | c8 – Czarny król · e8 – Czarna wieża · f8 – Czarny goniec · h8 – Czarna wieża · a7 – Czarny pionek · b7 – Czarny pionek · c7 – Czarny pionek · g7 – Czarny pionek · h7 – Czarny pionek · c6 – Czarny skoczek · d6 – Czarny pionek · f6 – Czarny hetman · f5 – Czarny goniec · c4 – Biały goniec · f4 – Biały pionek · c3 – Biały pionek · e3 – Biały goniec · f3 – Biały hetman · a2 – Biały pionek · b2 – Biały pionek · d2 – Biały skoczek · f2 – Biały pionek · h2 – Biały pionek · a1 – Biała wieża · e1 – Biały król · h1 – Biała wieża | c8 – Czarny król · e8 – Czarna wieża · f8 – Czarny goniec · h8 – Czarna wieża · a7 – Czarny pionek · b7 – Czarny pionek · c7 – Czarny pionek · g7 – Czarny pionek · h7 – Czarny pionek · c6 – Czarny skoczek · d6 – Czarny pionek · f6 – Czarny hetman · f5 – Czarny goniec · c4 – Biały goniec · f4 – Biały pionek · c3 – Biały pionek · e3 – Biały goniec · f3 – Biały hetman · a2 – Biały pionek · b2 – Biały pionek · d2 – Biały skoczek · f2 – Biały pionek · h2 – Biały pionek · a1 – Biała wieża · e1 – Biały król · h1 – Biała wieża | c8 – Czarny król · e8 – Czarna wieża · f8 – Czarny goniec · h8 – Czarna wieża · a7 – Czarny pionek · b7 – Czarny pionek · c7 – Czarny pionek · g7 – Czarny pionek · h7 – Czarny pionek · c6 – Czarny skoczek · d6 – Czarny pionek · f6 – Czarny hetman · f5 – Czarny goniec · c4 – Biały goniec · f4 – Biały pionek · c3 – Biały pionek · e3 – Biały goniec · f3 – Biały hetman · a2 – Biały pionek · b2 – Biały pionek · d2 – Biały skoczek · f2 – Biały pionek · h2 – Biały pionek · a1 – Biała wieża · e1 – Biały król · h1 – Biała wieża | c8 – Czarny król · e8 – Czarna wieża · f8 – Czarny goniec · h8 – Czarna wieża · a7 – Czarny pionek · b7 – Czarny pionek · c7 – Czarny pionek · g7 – Czarny pionek · h7 – Czarny pionek · c6 – Czarny skoczek · d6 – Czarny pionek · f6 – Czarny hetman · f5 – Czarny goniec · c4 – Biały goniec · f4 – Biały pionek · c3 – Biały pionek · e3 – Biały goniec · f3 – Biały hetman · a2 – Biały pionek · b2 – Biały pionek · d2 – Biały skoczek · f2 – Biały pionek · h2 – Biały pionek · a1 – Biała wieża · e1 – Biały król · h1 – Biała wieża | c8 – Czarny król · e8 – Czarna wieża · f8 – Czarny goniec · h8 – Czarna wieża · a7 – Czarny pionek · b7 – Czarny pionek · c7 – Czarny pionek · g7 – Czarny pionek · h7 – Czarny pionek · c6 – Czarny skoczek · d6 – Czarny pionek · f6 – Czarny hetman · f5 – Czarny goniec · c4 – Biały goniec · f4 – Biały pionek · c3 – Biały pionek · e3 – Biały goniec · f3 – Biały hetman · a2 – Biały pionek · b2 – Biały pionek · d2 – Biały skoczek · f2 – Biały pionek · h2 – Biały pionek · a1 – Biała wieża · e1 – Biały król · h1 – Biała wieża | c8 – Czarny król · e8 – Czarna wieża · f8 – Czarny goniec · h8 – Czarna wieża · a7 – Czarny pionek · b7 – Czarny pionek · c7 – Czarny pionek · g7 – Czarny pionek · h7 – Czarny pionek · c6 – Czarny skoczek · d6 – Czarny pionek · f6 – Czarny hetman · f5 – Czarny goniec · c4 – Biały goniec · f4 – Biały pionek · c3 – Biały pionek · e3 – Biały goniec · f3 – Biały hetman · a2 – Biały pionek · b2 – Biały pionek · d2 – Biały skoczek · f2 – Biały pionek · h2 – Biały pionek · a1 – Biała wieża · e1 – Biały król · h1 – Biała wieża | 8 |
| 7 | c8 – Czarny król · e8 – Czarna wieża · f8 – Czarny goniec · h8 – Czarna wieża · a7 – Czarny pionek · b7 – Czarny pionek · c7 – Czarny pionek · g7 – Czarny pionek · h7 – Czarny pionek · c6 – Czarny skoczek · d6 – Czarny pionek · f6 – Czarny hetman · f5 – Czarny goniec · c4 – Biały goniec · f4 – Biały pionek · c3 – Biały pionek · e3 – Biały goniec · f3 – Biały hetman · a2 – Biały pionek · b2 – Biały pionek · d2 – Biały skoczek · f2 – Biały pionek · h2 – Biały pionek · a1 – Biała wieża · e1 – Biały król · h1 – Biała wieża | c8 – Czarny król · e8 – Czarna wieża · f8 – Czarny goniec · h8 – Czarna wieża · a7 – Czarny pionek · b7 – Czarny pionek · c7 – Czarny pionek · g7 – Czarny pionek · h7 – Czarny pionek · c6 – Czarny skoczek · d6 – Czarny pionek · f6 – Czarny hetman · f5 – Czarny goniec · c4 – Biały goniec · f4 – Biały pionek · c3 – Biały pionek · e3 – Biały goniec · f3 – Biały hetman · a2 – Biały pionek · b2 – Biały pionek · d2 – Biały skoczek · f2 – Biały pionek · h2 – Biały pionek · a1 – Biała wieża · e1 – Biały król · h1 – Biała wieża | c8 – Czarny król · e8 – Czarna wieża · f8 – Czarny goniec · h8 – Czarna wieża · a7 – Czarny pionek · b7 – Czarny pionek · c7 – Czarny pionek · g7 – Czarny pionek · h7 – Czarny pionek · c6 – Czarny skoczek · d6 – Czarny pionek · f6 – Czarny hetman · f5 – Czarny goniec · c4 – Biały goniec · f4 – Biały pionek · c3 – Biały pionek · e3 – Biały goniec · f3 – Biały hetman · a2 – Biały pionek · b2 – Biały pionek · d2 – Biały skoczek · f2 – Biały pionek · h2 – Biały pionek · a1 – Biała wieża · e1 – Biały król · h1 – Biała wieża | c8 – Czarny król · e8 – Czarna wieża · f8 – Czarny goniec · h8 – Czarna wieża · a7 – Czarny pionek · b7 – Czarny pionek · c7 – Czarny pionek · g7 – Czarny pionek · h7 – Czarny pionek · c6 – Czarny skoczek · d6 – Czarny pionek · f6 – Czarny hetman · f5 – Czarny goniec · c4 – Biały goniec · f4 – Biały pionek · c3 – Biały pionek · e3 – Biały goniec · f3 – Biały hetman · a2 – Biały pionek · b2 – Biały pionek · d2 – Biały skoczek · f2 – Biały pionek · h2 – Biały pionek · a1 – Biała wieża · e1 – Biały król · h1 – Biała wieża | c8 – Czarny król · e8 – Czarna wieża · f8 – Czarny goniec · h8 – Czarna wieża · a7 – Czarny pionek · b7 – Czarny pionek · c7 – Czarny pionek · g7 – Czarny pionek · h7 – Czarny pionek · c6 – Czarny skoczek · d6 – Czarny pionek · f6 – Czarny hetman · f5 – Czarny goniec · c4 – Biały goniec · f4 – Biały pionek · c3 – Biały pionek · e3 – Biały goniec · f3 – Biały hetman · a2 – Biały pionek · b2 – Biały pionek · d2 – Biały skoczek · f2 – Biały pionek · h2 – Biały pionek · a1 – Biała wieża · e1 – Biały król · h1 – Biała wieża | c8 – Czarny król · e8 – Czarna wieża · f8 – Czarny goniec · h8 – Czarna wieża · a7 – Czarny pionek · b7 – Czarny pionek · c7 – Czarny pionek · g7 – Czarny pionek · h7 – Czarny pionek · c6 – Czarny skoczek · d6 – Czarny pionek · f6 – Czarny hetman · f5 – Czarny goniec · c4 – Biały goniec · f4 – Biały pionek · c3 – Biały pionek · e3 – Biały goniec · f3 – Biały hetman · a2 – Biały pionek · b2 – Biały pionek · d2 – Biały skoczek · f2 – Biały pionek · h2 – Biały pionek · a1 – Biała wieża · e1 – Biały król · h1 – Biała wieża | c8 – Czarny król · e8 – Czarna wieża · f8 – Czarny goniec · h8 – Czarna wieża · a7 – Czarny pionek · b7 – Czarny pionek · c7 – Czarny pionek · g7 – Czarny pionek · h7 – Czarny pionek · c6 – Czarny skoczek · d6 – Czarny pionek · f6 – Czarny hetman · f5 – Czarny goniec · c4 – Biały goniec · f4 – Biały pionek · c3 – Biały pionek · e3 – Biały goniec · f3 – Biały hetman · a2 – Biały pionek · b2 – Biały pionek · d2 – Biały skoczek · f2 – Biały pionek · h2 – Biały pionek · a1 – Biała wieża · e1 – Biały król · h1 – Biała wieża | c8 – Czarny król · e8 – Czarna wieża · f8 – Czarny goniec · h8 – Czarna wieża · a7 – Czarny pionek · b7 – Czarny pionek · c7 – Czarny pionek · g7 – Czarny pionek · h7 – Czarny pionek · c6 – Czarny skoczek · d6 – Czarny pionek · f6 – Czarny hetman · f5 – Czarny goniec · c4 – Biały goniec · f4 – Biały pionek · c3 – Biały pionek · e3 – Biały goniec · f3 – Biały hetman · a2 – Biały pionek · b2 – Biały pionek · d2 – Biały skoczek · f2 – Biały pionek · h2 – Biały pionek · a1 – Biała wieża · e1 – Biały król · h1 – Biała wieża | 7 |
| 6 | c8 – Czarny król · e8 – Czarna wieża · f8 – Czarny goniec · h8 – Czarna wieża · a7 – Czarny pionek · b7 – Czarny pionek · c7 – Czarny pionek · g7 – Czarny pionek · h7 – Czarny pionek · c6 – Czarny skoczek · d6 – Czarny pionek · f6 – Czarny hetman · f5 – Czarny goniec · c4 – Biały goniec · f4 – Biały pionek · c3 – Biały pionek · e3 – Biały goniec · f3 – Biały hetman · a2 – Biały pionek · b2 – Biały pionek · d2 – Biały skoczek · f2 – Biały pionek · h2 – Biały pionek · a1 – Biała wieża · e1 – Biały król · h1 – Biała wieża | c8 – Czarny król · e8 – Czarna wieża · f8 – Czarny goniec · h8 – Czarna wieża · a7 – Czarny pionek · b7 – Czarny pionek · c7 – Czarny pionek · g7 – Czarny pionek · h7 – Czarny pionek · c6 – Czarny skoczek · d6 – Czarny pionek · f6 – Czarny hetman · f5 – Czarny goniec · c4 – Biały goniec · f4 – Biały pionek · c3 – Biały pionek · e3 – Biały goniec · f3 – Biały hetman · a2 – Biały pionek · b2 – Biały pionek · d2 – Biały skoczek · f2 – Biały pionek · h2 – Biały pionek · a1 – Biała wieża · e1 – Biały król · h1 – Biała wieża | c8 – Czarny król · e8 – Czarna wieża · f8 – Czarny goniec · h8 – Czarna wieża · a7 – Czarny pionek · b7 – Czarny pionek · c7 – Czarny pionek · g7 – Czarny pionek · h7 – Czarny pionek · c6 – Czarny skoczek · d6 – Czarny pionek · f6 – Czarny hetman · f5 – Czarny goniec · c4 – Biały goniec · f4 – Biały pionek · c3 – Biały pionek · e3 – Biały goniec · f3 – Biały hetman · a2 – Biały pionek · b2 – Biały pionek · d2 – Biały skoczek · f2 – Biały pionek · h2 – Biały pionek · a1 – Biała wieża · e1 – Biały król · h1 – Biała wieża | c8 – Czarny król · e8 – Czarna wieża · f8 – Czarny goniec · h8 – Czarna wieża · a7 – Czarny pionek · b7 – Czarny pionek · c7 – Czarny pionek · g7 – Czarny pionek · h7 – Czarny pionek · c6 – Czarny skoczek · d6 – Czarny pionek · f6 – Czarny hetman · f5 – Czarny goniec · c4 – Biały goniec · f4 – Biały pionek · c3 – Biały pionek · e3 – Biały goniec · f3 – Biały hetman · a2 – Biały pionek · b2 – Biały pionek · d2 – Biały skoczek · f2 – Biały pionek · h2 – Biały pionek · a1 – Biała wieża · e1 – Biały król · h1 – Biała wieża | c8 – Czarny król · e8 – Czarna wieża · f8 – Czarny goniec · h8 – Czarna wieża · a7 – Czarny pionek · b7 – Czarny pionek · c7 – Czarny pionek · g7 – Czarny pionek · h7 – Czarny pionek · c6 – Czarny skoczek · d6 – Czarny pionek · f6 – Czarny hetman · f5 – Czarny goniec · c4 – Biały goniec · f4 – Biały pionek · c3 – Biały pionek · e3 – Biały goniec · f3 – Biały hetman · a2 – Biały pionek · b2 – Biały pionek · d2 – Biały skoczek · f2 – Biały pionek · h2 – Biały pionek · a1 – Biała wieża · e1 – Biały król · h1 – Biała wieża | c8 – Czarny król · e8 – Czarna wieża · f8 – Czarny goniec · h8 – Czarna wieża · a7 – Czarny pionek · b7 – Czarny pionek · c7 – Czarny pionek · g7 – Czarny pionek · h7 – Czarny pionek · c6 – Czarny skoczek · d6 – Czarny pionek · f6 – Czarny hetman · f5 – Czarny goniec · c4 – Biały goniec · f4 – Biały pionek · c3 – Biały pionek · e3 – Biały goniec · f3 – Biały hetman · a2 – Biały pionek · b2 – Biały pionek · d2 – Biały skoczek · f2 – Biały pionek · h2 – Biały pionek · a1 – Biała wieża · e1 – Biały król · h1 – Biała wieża | c8 – Czarny król · e8 – Czarna wieża · f8 – Czarny goniec · h8 – Czarna wieża · a7 – Czarny pionek · b7 – Czarny pionek · c7 – Czarny pionek · g7 – Czarny pionek · h7 – Czarny pionek · c6 – Czarny skoczek · d6 – Czarny pionek · f6 – Czarny hetman · f5 – Czarny goniec · c4 – Biały goniec · f4 – Biały pionek · c3 – Biały pionek · e3 – Biały goniec · f3 – Biały hetman · a2 – Biały pionek · b2 – Biały pionek · d2 – Biały skoczek · f2 – Biały pionek · h2 – Biały pionek · a1 – Biała wieża · e1 – Biały król · h1 – Biała wieża | c8 – Czarny król · e8 – Czarna wieża · f8 – Czarny goniec · h8 – Czarna wieża · a7 – Czarny pionek · b7 – Czarny pionek · c7 – Czarny pionek · g7 – Czarny pionek · h7 – Czarny pionek · c6 – Czarny skoczek · d6 – Czarny pionek · f6 – Czarny hetman · f5 – Czarny goniec · c4 – Biały goniec · f4 – Biały pionek · c3 – Biały pionek · e3 – Biały goniec · f3 – Biały hetman · a2 – Biały pionek · b2 – Biały pionek · d2 – Biały skoczek · f2 – Biały pionek · h2 – Biały pionek · a1 – Biała wieża · e1 – Biały król · h1 – Biała wieża | 6 |
| 5 | c8 – Czarny król · e8 – Czarna wieża · f8 – Czarny goniec · h8 – Czarna wieża · a7 – Czarny pionek · b7 – Czarny pionek · c7 – Czarny pionek · g7 – Czarny pionek · h7 – Czarny pionek · c6 – Czarny skoczek · d6 – Czarny pionek · f6 – Czarny hetman · f5 – Czarny goniec · c4 – Biały goniec · f4 – Biały pionek · c3 – Biały pionek · e3 – Biały goniec · f3 – Biały hetman · a2 – Biały pionek · b2 – Biały pionek · d2 – Biały skoczek · f2 – Biały pionek · h2 – Biały pionek · a1 – Biała wieża · e1 – Biały król · h1 – Biała wieża | c8 – Czarny król · e8 – Czarna wieża · f8 – Czarny goniec · h8 – Czarna wieża · a7 – Czarny pionek · b7 – Czarny pionek · c7 – Czarny pionek · g7 – Czarny pionek · h7 – Czarny pionek · c6 – Czarny skoczek · d6 – Czarny pionek · f6 – Czarny hetman · f5 – Czarny goniec · c4 – Biały goniec · f4 – Biały pionek · c3 – Biały pionek · e3 – Biały goniec · f3 – Biały hetman · a2 – Biały pionek · b2 – Biały pionek · d2 – Biały skoczek · f2 – Biały pionek · h2 – Biały pionek · a1 – Biała wieża · e1 – Biały król · h1 – Biała wieża | c8 – Czarny król · e8 – Czarna wieża · f8 – Czarny goniec · h8 – Czarna wieża · a7 – Czarny pionek · b7 – Czarny pionek · c7 – Czarny pionek · g7 – Czarny pionek · h7 – Czarny pionek · c6 – Czarny skoczek · d6 – Czarny pionek · f6 – Czarny hetman · f5 – Czarny goniec · c4 – Biały goniec · f4 – Biały pionek · c3 – Biały pionek · e3 – Biały goniec · f3 – Biały hetman · a2 – Biały pionek · b2 – Biały pionek · d2 – Biały skoczek · f2 – Biały pionek · h2 – Biały pionek · a1 – Biała wieża · e1 – Biały król · h1 – Biała wieża | c8 – Czarny król · e8 – Czarna wieża · f8 – Czarny goniec · h8 – Czarna wieża · a7 – Czarny pionek · b7 – Czarny pionek · c7 – Czarny pionek · g7 – Czarny pionek · h7 – Czarny pionek · c6 – Czarny skoczek · d6 – Czarny pionek · f6 – Czarny hetman · f5 – Czarny goniec · c4 – Biały goniec · f4 – Biały pionek · c3 – Biały pionek · e3 – Biały goniec · f3 – Biały hetman · a2 – Biały pionek · b2 – Biały pionek · d2 – Biały skoczek · f2 – Biały pionek · h2 – Biały pionek · a1 – Biała wieża · e1 – Biały król · h1 – Biała wieża | c8 – Czarny król · e8 – Czarna wieża · f8 – Czarny goniec · h8 – Czarna wieża · a7 – Czarny pionek · b7 – Czarny pionek · c7 – Czarny pionek · g7 – Czarny pionek · h7 – Czarny pionek · c6 – Czarny skoczek · d6 – Czarny pionek · f6 – Czarny hetman · f5 – Czarny goniec · c4 – Biały goniec · f4 – Biały pionek · c3 – Biały pionek · e3 – Biały goniec · f3 – Biały hetman · a2 – Biały pionek · b2 – Biały pionek · d2 – Biały skoczek · f2 – Biały pionek · h2 – Biały pionek · a1 – Biała wieża · e1 – Biały król · h1 – Biała wieża | c8 – Czarny król · e8 – Czarna wieża · f8 – Czarny goniec · h8 – Czarna wieża · a7 – Czarny pionek · b7 – Czarny pionek · c7 – Czarny pionek · g7 – Czarny pionek · h7 – Czarny pionek · c6 – Czarny skoczek · d6 – Czarny pionek · f6 – Czarny hetman · f5 – Czarny goniec · c4 – Biały goniec · f4 – Biały pionek · c3 – Biały pionek · e3 – Biały goniec · f3 – Biały hetman · a2 – Biały pionek · b2 – Biały pionek · d2 – Biały skoczek · f2 – Biały pionek · h2 – Biały pionek · a1 – Biała wieża · e1 – Biały król · h1 – Biała wieża | c8 – Czarny król · e8 – Czarna wieża · f8 – Czarny goniec · h8 – Czarna wieża · a7 – Czarny pionek · b7 – Czarny pionek · c7 – Czarny pionek · g7 – Czarny pionek · h7 – Czarny pionek · c6 – Czarny skoczek · d6 – Czarny pionek · f6 – Czarny hetman · f5 – Czarny goniec · c4 – Biały goniec · f4 – Biały pionek · c3 – Biały pionek · e3 – Biały goniec · f3 – Biały hetman · a2 – Biały pionek · b2 – Biały pionek · d2 – Biały skoczek · f2 – Biały pionek · h2 – Biały pionek · a1 – Biała wieża · e1 – Biały król · h1 – Biała wieża | c8 – Czarny król · e8 – Czarna wieża · f8 – Czarny goniec · h8 – Czarna wieża · a7 – Czarny pionek · b7 – Czarny pionek · c7 – Czarny pionek · g7 – Czarny pionek · h7 – Czarny pionek · c6 – Czarny skoczek · d6 – Czarny pionek · f6 – Czarny hetman · f5 – Czarny goniec · c4 – Biały goniec · f4 – Biały pionek · c3 – Biały pionek · e3 – Biały goniec · f3 – Biały hetman · a2 – Biały pionek · b2 – Biały pionek · d2 – Biały skoczek · f2 – Biały pionek · h2 – Biały pionek · a1 – Biała wieża · e1 – Biały król · h1 – Biała wieża | 5 |
| 4 | c8 – Czarny król · e8 – Czarna wieża · f8 – Czarny goniec · h8 – Czarna wieża · a7 – Czarny pionek · b7 – Czarny pionek · c7 – Czarny pionek · g7 – Czarny pionek · h7 – Czarny pionek · c6 – Czarny skoczek · d6 – Czarny pionek · f6 – Czarny hetman · f5 – Czarny goniec · c4 – Biały goniec · f4 – Biały pionek · c3 – Biały pionek · e3 – Biały goniec · f3 – Biały hetman · a2 – Biały pionek · b2 – Biały pionek · d2 – Biały skoczek · f2 – Biały pionek · h2 – Biały pionek · a1 – Biała wieża · e1 – Biały król · h1 – Biała wieża | c8 – Czarny król · e8 – Czarna wieża · f8 – Czarny goniec · h8 – Czarna wieża · a7 – Czarny pionek · b7 – Czarny pionek · c7 – Czarny pionek · g7 – Czarny pionek · h7 – Czarny pionek · c6 – Czarny skoczek · d6 – Czarny pionek · f6 – Czarny hetman · f5 – Czarny goniec · c4 – Biały goniec · f4 – Biały pionek · c3 – Biały pionek · e3 – Biały goniec · f3 – Biały hetman · a2 – Biały pionek · b2 – Biały pionek · d2 – Biały skoczek · f2 – Biały pionek · h2 – Biały pionek · a1 – Biała wieża · e1 – Biały król · h1 – Biała wieża | c8 – Czarny król · e8 – Czarna wieża · f8 – Czarny goniec · h8 – Czarna wieża · a7 – Czarny pionek · b7 – Czarny pionek · c7 – Czarny pionek · g7 – Czarny pionek · h7 – Czarny pionek · c6 – Czarny skoczek · d6 – Czarny pionek · f6 – Czarny hetman · f5 – Czarny goniec · c4 – Biały goniec · f4 – Biały pionek · c3 – Biały pionek · e3 – Biały goniec · f3 – Biały hetman · a2 – Biały pionek · b2 – Biały pionek · d2 – Biały skoczek · f2 – Biały pionek · h2 – Biały pionek · a1 – Biała wieża · e1 – Biały król · h1 – Biała wieża | c8 – Czarny król · e8 – Czarna wieża · f8 – Czarny goniec · h8 – Czarna wieża · a7 – Czarny pionek · b7 – Czarny pionek · c7 – Czarny pionek · g7 – Czarny pionek · h7 – Czarny pionek · c6 – Czarny skoczek · d6 – Czarny pionek · f6 – Czarny hetman · f5 – Czarny goniec · c4 – Biały goniec · f4 – Biały pionek · c3 – Biały pionek · e3 – Biały goniec · f3 – Biały hetman · a2 – Biały pionek · b2 – Biały pionek · d2 – Biały skoczek · f2 – Biały pionek · h2 – Biały pionek · a1 – Biała wieża · e1 – Biały król · h1 – Biała wieża | c8 – Czarny król · e8 – Czarna wieża · f8 – Czarny goniec · h8 – Czarna wieża · a7 – Czarny pionek · b7 – Czarny pionek · c7 – Czarny pionek · g7 – Czarny pionek · h7 – Czarny pionek · c6 – Czarny skoczek · d6 – Czarny pionek · f6 – Czarny hetman · f5 – Czarny goniec · c4 – Biały goniec · f4 – Biały pionek · c3 – Biały pionek · e3 – Biały goniec · f3 – Biały hetman · a2 – Biały pionek · b2 – Biały pionek · d2 – Biały skoczek · f2 – Biały pionek · h2 – Biały pionek · a1 – Biała wieża · e1 – Biały król · h1 – Biała wieża | c8 – Czarny król · e8 – Czarna wieża · f8 – Czarny goniec · h8 – Czarna wieża · a7 – Czarny pionek · b7 – Czarny pionek · c7 – Czarny pionek · g7 – Czarny pionek · h7 – Czarny pionek · c6 – Czarny skoczek · d6 – Czarny pionek · f6 – Czarny hetman · f5 – Czarny goniec · c4 – Biały goniec · f4 – Biały pionek · c3 – Biały pionek · e3 – Biały goniec · f3 – Biały hetman · a2 – Biały pionek · b2 – Biały pionek · d2 – Biały skoczek · f2 – Biały pionek · h2 – Biały pionek · a1 – Biała wieża · e1 – Biały król · h1 – Biała wieża | c8 – Czarny król · e8 – Czarna wieża · f8 – Czarny goniec · h8 – Czarna wieża · a7 – Czarny pionek · b7 – Czarny pionek · c7 – Czarny pionek · g7 – Czarny pionek · h7 – Czarny pionek · c6 – Czarny skoczek · d6 – Czarny pionek · f6 – Czarny hetman · f5 – Czarny goniec · c4 – Biały goniec · f4 – Biały pionek · c3 – Biały pionek · e3 – Biały goniec · f3 – Biały hetman · a2 – Biały pionek · b2 – Biały pionek · d2 – Biały skoczek · f2 – Biały pionek · h2 – Biały pionek · a1 – Biała wieża · e1 – Biały król · h1 – Biała wieża | c8 – Czarny król · e8 – Czarna wieża · f8 – Czarny goniec · h8 – Czarna wieża · a7 – Czarny pionek · b7 – Czarny pionek · c7 – Czarny pionek · g7 – Czarny pionek · h7 – Czarny pionek · c6 – Czarny skoczek · d6 – Czarny pionek · f6 – Czarny hetman · f5 – Czarny goniec · c4 – Biały goniec · f4 – Biały pionek · c3 – Biały pionek · e3 – Biały goniec · f3 – Biały hetman · a2 – Biały pionek · b2 – Biały pionek · d2 – Biały skoczek · f2 – Biały pionek · h2 – Biały pionek · a1 – Biała wieża · e1 – Biały król · h1 – Biała wieża | 4 |
| 3 | c8 – Czarny król · e8 – Czarna wieża · f8 – Czarny goniec · h8 – Czarna wieża · a7 – Czarny pionek · b7 – Czarny pionek · c7 – Czarny pionek · g7 – Czarny pionek · h7 – Czarny pionek · c6 – Czarny skoczek · d6 – Czarny pionek · f6 – Czarny hetman · f5 – Czarny goniec · c4 – Biały goniec · f4 – Biały pionek · c3 – Biały pionek · e3 – Biały goniec · f3 – Biały hetman · a2 – Biały pionek · b2 – Biały pionek · d2 – Biały skoczek · f2 – Biały pionek · h2 – Biały pionek · a1 – Biała wieża · e1 – Biały król · h1 – Biała wieża | c8 – Czarny król · e8 – Czarna wieża · f8 – Czarny goniec · h8 – Czarna wieża · a7 – Czarny pionek · b7 – Czarny pionek · c7 – Czarny pionek · g7 – Czarny pionek · h7 – Czarny pionek · c6 – Czarny skoczek · d6 – Czarny pionek · f6 – Czarny hetman · f5 – Czarny goniec · c4 – Biały goniec · f4 – Biały pionek · c3 – Biały pionek · e3 – Biały goniec · f3 – Biały hetman · a2 – Biały pionek · b2 – Biały pionek · d2 – Biały skoczek · f2 – Biały pionek · h2 – Biały pionek · a1 – Biała wieża · e1 – Biały król · h1 – Biała wieża | c8 – Czarny król · e8 – Czarna wieża · f8 – Czarny goniec · h8 – Czarna wieża · a7 – Czarny pionek · b7 – Czarny pionek · c7 – Czarny pionek · g7 – Czarny pionek · h7 – Czarny pionek · c6 – Czarny skoczek · d6 – Czarny pionek · f6 – Czarny hetman · f5 – Czarny goniec · c4 – Biały goniec · f4 – Biały pionek · c3 – Biały pionek · e3 – Biały goniec · f3 – Biały hetman · a2 – Biały pionek · b2 – Biały pionek · d2 – Biały skoczek · f2 – Biały pionek · h2 – Biały pionek · a1 – Biała wieża · e1 – Biały król · h1 – Biała wieża | c8 – Czarny król · e8 – Czarna wieża · f8 – Czarny goniec · h8 – Czarna wieża · a7 – Czarny pionek · b7 – Czarny pionek · c7 – Czarny pionek · g7 – Czarny pionek · h7 – Czarny pionek · c6 – Czarny skoczek · d6 – Czarny pionek · f6 – Czarny hetman · f5 – Czarny goniec · c4 – Biały goniec · f4 – Biały pionek · c3 – Biały pionek · e3 – Biały goniec · f3 – Biały hetman · a2 – Biały pionek · b2 – Biały pionek · d2 – Biały skoczek · f2 – Biały pionek · h2 – Biały pionek · a1 – Biała wieża · e1 – Biały król · h1 – Biała wieża | c8 – Czarny król · e8 – Czarna wieża · f8 – Czarny goniec · h8 – Czarna wieża · a7 – Czarny pionek · b7 – Czarny pionek · c7 – Czarny pionek · g7 – Czarny pionek · h7 – Czarny pionek · c6 – Czarny skoczek · d6 – Czarny pionek · f6 – Czarny hetman · f5 – Czarny goniec · c4 – Biały goniec · f4 – Biały pionek · c3 – Biały pionek · e3 – Biały goniec · f3 – Biały hetman · a2 – Biały pionek · b2 – Biały pionek · d2 – Biały skoczek · f2 – Biały pionek · h2 – Biały pionek · a1 – Biała wieża · e1 – Biały król · h1 – Biała wieża | c8 – Czarny król · e8 – Czarna wieża · f8 – Czarny goniec · h8 – Czarna wieża · a7 – Czarny pionek · b7 – Czarny pionek · c7 – Czarny pionek · g7 – Czarny pionek · h7 – Czarny pionek · c6 – Czarny skoczek · d6 – Czarny pionek · f6 – Czarny hetman · f5 – Czarny goniec · c4 – Biały goniec · f4 – Biały pionek · c3 – Biały pionek · e3 – Biały goniec · f3 – Biały hetman · a2 – Biały pionek · b2 – Biały pionek · d2 – Biały skoczek · f2 – Biały pionek · h2 – Biały pionek · a1 – Biała wieża · e1 – Biały król · h1 – Biała wieża | c8 – Czarny król · e8 – Czarna wieża · f8 – Czarny goniec · h8 – Czarna wieża · a7 – Czarny pionek · b7 – Czarny pionek · c7 – Czarny pionek · g7 – Czarny pionek · h7 – Czarny pionek · c6 – Czarny skoczek · d6 – Czarny pionek · f6 – Czarny hetman · f5 – Czarny goniec · c4 – Biały goniec · f4 – Biały pionek · c3 – Biały pionek · e3 – Biały goniec · f3 – Biały hetman · a2 – Biały pionek · b2 – Biały pionek · d2 – Biały skoczek · f2 – Biały pionek · h2 – Biały pionek · a1 – Biała wieża · e1 – Biały król · h1 – Biała wieża | c8 – Czarny król · e8 – Czarna wieża · f8 – Czarny goniec · h8 – Czarna wieża · a7 – Czarny pionek · b7 – Czarny pionek · c7 – Czarny pionek · g7 – Czarny pionek · h7 – Czarny pionek · c6 – Czarny skoczek · d6 – Czarny pionek · f6 – Czarny hetman · f5 – Czarny goniec · c4 – Biały goniec · f4 – Biały pionek · c3 – Biały pionek · e3 – Biały goniec · f3 – Biały hetman · a2 – Biały pionek · b2 – Biały pionek · d2 – Biały skoczek · f2 – Biały pionek · h2 – Biały pionek · a1 – Biała wieża · e1 – Biały król · h1 – Biała wieża | 3 |
| 2 | c8 – Czarny król · e8 – Czarna wieża · f8 – Czarny goniec · h8 – Czarna wieża · a7 – Czarny pionek · b7 – Czarny pionek · c7 – Czarny pionek · g7 – Czarny pionek · h7 – Czarny pionek · c6 – Czarny skoczek · d6 – Czarny pionek · f6 – Czarny hetman · f5 – Czarny goniec · c4 – Biały goniec · f4 – Biały pionek · c3 – Biały pionek · e3 – Biały goniec · f3 – Biały hetman · a2 – Biały pionek · b2 – Biały pionek · d2 – Biały skoczek · f2 – Biały pionek · h2 – Biały pionek · a1 – Biała wieża · e1 – Biały król · h1 – Biała wieża | c8 – Czarny król · e8 – Czarna wieża · f8 – Czarny goniec · h8 – Czarna wieża · a7 – Czarny pionek · b7 – Czarny pionek · c7 – Czarny pionek · g7 – Czarny pionek · h7 – Czarny pionek · c6 – Czarny skoczek · d6 – Czarny pionek · f6 – Czarny hetman · f5 – Czarny goniec · c4 – Biały goniec · f4 – Biały pionek · c3 – Biały pionek · e3 – Biały goniec · f3 – Biały hetman · a2 – Biały pionek · b2 – Biały pionek · d2 – Biały skoczek · f2 – Biały pionek · h2 – Biały pionek · a1 – Biała wieża · e1 – Biały król · h1 – Biała wieża | c8 – Czarny król · e8 – Czarna wieża · f8 – Czarny goniec · h8 – Czarna wieża · a7 – Czarny pionek · b7 – Czarny pionek · c7 – Czarny pionek · g7 – Czarny pionek · h7 – Czarny pionek · c6 – Czarny skoczek · d6 – Czarny pionek · f6 – Czarny hetman · f5 – Czarny goniec · c4 – Biały goniec · f4 – Biały pionek · c3 – Biały pionek · e3 – Biały goniec · f3 – Biały hetman · a2 – Biały pionek · b2 – Biały pionek · d2 – Biały skoczek · f2 – Biały pionek · h2 – Biały pionek · a1 – Biała wieża · e1 – Biały król · h1 – Biała wieża | c8 – Czarny król · e8 – Czarna wieża · f8 – Czarny goniec · h8 – Czarna wieża · a7 – Czarny pionek · b7 – Czarny pionek · c7 – Czarny pionek · g7 – Czarny pionek · h7 – Czarny pionek · c6 – Czarny skoczek · d6 – Czarny pionek · f6 – Czarny hetman · f5 – Czarny goniec · c4 – Biały goniec · f4 – Biały pionek · c3 – Biały pionek · e3 – Biały goniec · f3 – Biały hetman · a2 – Biały pionek · b2 – Biały pionek · d2 – Biały skoczek · f2 – Biały pionek · h2 – Biały pionek · a1 – Biała wieża · e1 – Biały król · h1 – Biała wieża | c8 – Czarny król · e8 – Czarna wieża · f8 – Czarny goniec · h8 – Czarna wieża · a7 – Czarny pionek · b7 – Czarny pionek · c7 – Czarny pionek · g7 – Czarny pionek · h7 – Czarny pionek · c6 – Czarny skoczek · d6 – Czarny pionek · f6 – Czarny hetman · f5 – Czarny goniec · c4 – Biały goniec · f4 – Biały pionek · c3 – Biały pionek · e3 – Biały goniec · f3 – Biały hetman · a2 – Biały pionek · b2 – Biały pionek · d2 – Biały skoczek · f2 – Biały pionek · h2 – Biały pionek · a1 – Biała wieża · e1 – Biały król · h1 – Biała wieża | c8 – Czarny król · e8 – Czarna wieża · f8 – Czarny goniec · h8 – Czarna wieża · a7 – Czarny pionek · b7 – Czarny pionek · c7 – Czarny pionek · g7 – Czarny pionek · h7 – Czarny pionek · c6 – Czarny skoczek · d6 – Czarny pionek · f6 – Czarny hetman · f5 – Czarny goniec · c4 – Biały goniec · f4 – Biały pionek · c3 – Biały pionek · e3 – Biały goniec · f3 – Biały hetman · a2 – Biały pionek · b2 – Biały pionek · d2 – Biały skoczek · f2 – Biały pionek · h2 – Biały pionek · a1 – Biała wieża · e1 – Biały król · h1 – Biała wieża | c8 – Czarny król · e8 – Czarna wieża · f8 – Czarny goniec · h8 – Czarna wieża · a7 – Czarny pionek · b7 – Czarny pionek · c7 – Czarny pionek · g7 – Czarny pionek · h7 – Czarny pionek · c6 – Czarny skoczek · d6 – Czarny pionek · f6 – Czarny hetman · f5 – Czarny goniec · c4 – Biały goniec · f4 – Biały pionek · c3 – Biały pionek · e3 – Biały goniec · f3 – Biały hetman · a2 – Biały pionek · b2 – Biały pionek · d2 – Biały skoczek · f2 – Biały pionek · h2 – Biały pionek · a1 – Biała wieża · e1 – Biały król · h1 – Biała wieża | c8 – Czarny król · e8 – Czarna wieża · f8 – Czarny goniec · h8 – Czarna wieża · a7 – Czarny pionek · b7 – Czarny pionek · c7 – Czarny pionek · g7 – Czarny pionek · h7 – Czarny pionek · c6 – Czarny skoczek · d6 – Czarny pionek · f6 – Czarny hetman · f5 – Czarny goniec · c4 – Biały goniec · f4 – Biały pionek · c3 – Biały pionek · e3 – Biały goniec · f3 – Biały hetman · a2 – Biały pionek · b2 – Biały pionek · d2 – Biały skoczek · f2 – Biały pionek · h2 – Biały pionek · a1 – Biała wieża · e1 – Biały król · h1 – Biała wieża | 2 |
| 1 | c8 – Czarny król · e8 – Czarna wieża · f8 – Czarny goniec · h8 – Czarna wieża · a7 – Czarny pionek · b7 – Czarny pionek · c7 – Czarny pionek · g7 – Czarny pionek · h7 – Czarny pionek · c6 – Czarny skoczek · d6 – Czarny pionek · f6 – Czarny hetman · f5 – Czarny goniec · c4 – Biały goniec · f4 – Biały pionek · c3 – Biały pionek · e3 – Biały goniec · f3 – Biały hetman · a2 – Biały pionek · b2 – Biały pionek · d2 – Biały skoczek · f2 – Biały pionek · h2 – Biały pionek · a1 – Biała wieża · e1 – Biały król · h1 – Biała wieża | c8 – Czarny król · e8 – Czarna wieża · f8 – Czarny goniec · h8 – Czarna wieża · a7 – Czarny pionek · b7 – Czarny pionek · c7 – Czarny pionek · g7 – Czarny pionek · h7 – Czarny pionek · c6 – Czarny skoczek · d6 – Czarny pionek · f6 – Czarny hetman · f5 – Czarny goniec · c4 – Biały goniec · f4 – Biały pionek · c3 – Biały pionek · e3 – Biały goniec · f3 – Biały hetman · a2 – Biały pionek · b2 – Biały pionek · d2 – Biały skoczek · f2 – Biały pionek · h2 – Biały pionek · a1 – Biała wieża · e1 – Biały król · h1 – Biała wieża | c8 – Czarny król · e8 – Czarna wieża · f8 – Czarny goniec · h8 – Czarna wieża · a7 – Czarny pionek · b7 – Czarny pionek · c7 – Czarny pionek · g7 – Czarny pionek · h7 – Czarny pionek · c6 – Czarny skoczek · d6 – Czarny pionek · f6 – Czarny hetman · f5 – Czarny goniec · c4 – Biały goniec · f4 – Biały pionek · c3 – Biały pionek · e3 – Biały goniec · f3 – Biały hetman · a2 – Biały pionek · b2 – Biały pionek · d2 – Biały skoczek · f2 – Biały pionek · h2 – Biały pionek · a1 – Biała wieża · e1 – Biały król · h1 – Biała wieża | c8 – Czarny król · e8 – Czarna wieża · f8 – Czarny goniec · h8 – Czarna wieża · a7 – Czarny pionek · b7 – Czarny pionek · c7 – Czarny pionek · g7 – Czarny pionek · h7 – Czarny pionek · c6 – Czarny skoczek · d6 – Czarny pionek · f6 – Czarny hetman · f5 – Czarny goniec · c4 – Biały goniec · f4 – Biały pionek · c3 – Biały pionek · e3 – Biały goniec · f3 – Biały hetman · a2 – Biały pionek · b2 – Biały pionek · d2 – Biały skoczek · f2 – Biały pionek · h2 – Biały pionek · a1 – Biała wieża · e1 – Biały król · h1 – Biała wieża | c8 – Czarny król · e8 – Czarna wieża · f8 – Czarny goniec · h8 – Czarna wieża · a7 – Czarny pionek · b7 – Czarny pionek · c7 – Czarny pionek · g7 – Czarny pionek · h7 – Czarny pionek · c6 – Czarny skoczek · d6 – Czarny pionek · f6 – Czarny hetman · f5 – Czarny goniec · c4 – Biały goniec · f4 – Biały pionek · c3 – Biały pionek · e3 – Biały goniec · f3 – Biały hetman · a2 – Biały pionek · b2 – Biały pionek · d2 – Biały skoczek · f2 – Biały pionek · h2 – Biały pionek · a1 – Biała wieża · e1 – Biały król · h1 – Biała wieża | c8 – Czarny król · e8 – Czarna wieża · f8 – Czarny goniec · h8 – Czarna wieża · a7 – Czarny pionek · b7 – Czarny pionek · c7 – Czarny pionek · g7 – Czarny pionek · h7 – Czarny pionek · c6 – Czarny skoczek · d6 – Czarny pionek · f6 – Czarny hetman · f5 – Czarny goniec · c4 – Biały goniec · f4 – Biały pionek · c3 – Biały pionek · e3 – Biały goniec · f3 – Biały hetman · a2 – Biały pionek · b2 – Biały pionek · d2 – Biały skoczek · f2 – Biały pionek · h2 – Biały pionek · a1 – Biała wieża · e1 – Biały król · h1 – Biała wieża | c8 – Czarny król · e8 – Czarna wieża · f8 – Czarny goniec · h8 – Czarna wieża · a7 – Czarny pionek · b7 – Czarny pionek · c7 – Czarny pionek · g7 – Czarny pionek · h7 – Czarny pionek · c6 – Czarny skoczek · d6 – Czarny pionek · f6 – Czarny hetman · f5 – Czarny goniec · c4 – Biały goniec · f4 – Biały pionek · c3 – Biały pionek · e3 – Biały goniec · f3 – Biały hetman · a2 – Biały pionek · b2 – Biały pionek · d2 – Biały skoczek · f2 – Biały pionek · h2 – Biały pionek · a1 – Biała wieża · e1 – Biały król · h1 – Biała wieża | c8 – Czarny król · e8 – Czarna wieża · f8 – Czarny goniec · h8 – Czarna wieża · a7 – Czarny pionek · b7 – Czarny pionek · c7 – Czarny pionek · g7 – Czarny pionek · h7 – Czarny pionek · c6 – Czarny skoczek · d6 – Czarny pionek · f6 – Czarny hetman · f5 – Czarny goniec · c4 – Biały goniec · f4 – Biały pionek · c3 – Biały pionek · e3 – Biały goniec · f3 – Biały hetman · a2 – Biały pionek · b2 – Biały pionek · d2 – Biały skoczek · f2 – Biały pionek · h2 – Biały pionek · a1 – Biała wieża · e1 – Biały król · h1 – Biała wieża | 1 |
|   | a | b | c | d | e | f | g | h |   |

Mat Bodena – motyw matowy w szachach, w którym dwa gońce matują króla przeciwnika, najczęściej po efektownym poświęceniu hetmana. Nazwa pochodzi od nazwiska dziewiętnastowiecznego angielskiego szachisty Samuela Bodena. 
Diagram ilustruje pozycję powstałą po dwunastu posunięciach w partii R.Schulder–S.Boden, Londyn, 1853. W partii nastąpiło:
13. O-O-O? d5!
Białe niefrasobliwie wykonały długą roszadę, ignorując fakt, że pozycja roszady jest atakowana przez czarnego gońca f5. Czarne natychmiast wykorzystują błąd przeciwnika, atakując pionem białego gońca i jednocześnie odsłaniając diagonalę a3-f8, po której drugi ich goniec zada śmiertelny cios. Białe powinny pogodzić się ze stratą figury i ratować króla, jednak nie widzą groźby mata.
14. Gxd5? Hxc3+!
15. bxc3 Ga3#